# 金子釿蔵
金子 釿蔵（かねこ きんぞう、生没年不詳）は、1876年（明治9年）から電信局などにつとめた土木技術者。
1890年（明治23年）から宮内省内匠寮技手となる。
1898年（明治31年）には東宮御所御造営局技手となるが、1900年（明治33年）に辞職した。